# Anisodes flavispila
Anisodes flavispila là một loài bướm đêm trong họ Geometridae.